# Neuchâtel
Neuchâtel (německy Neuenburg) je švýcarské město v západní, frankofonní části země při severním břehu Neuchâtelského jezera. Je zároveň hlavním městem kantonu Neuchâtel.
Po sloučení s okolními obcemi roku 2021 má město okolo 45 000 obyvatel a aglomerace s okolními obcemi asi 80 000 obyvatel. Neuchâtel je tak jedenáctým největším městem Švýcarska a čtvrtou největší obcí ve francouzsky mluvícím Švýcarsku po Ženevě, Lausanne a Bielu (který je však oficiálně městem dvojjazyčným).
Neuchâtel je pilotním městem programu Rady Evropy a Evropské komise Intercultural Cities.

## Geografie

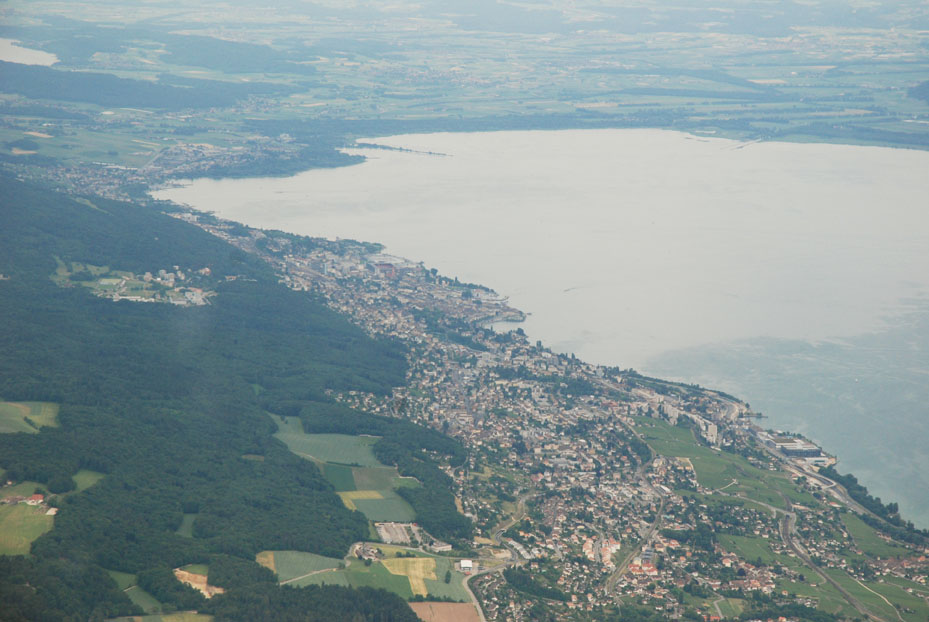
Letecký pohled na město

Na jihovýchodě město ohraničuje Neuchâtelské jezero, na severozápadě a severu leží na území obce část horského úbočí prvního jurského pásma až po hřeben Chaumont. Na západě se nachází soutěska řeky Seyon. Seyon je v obci odkloněn na severovýchod pásem kopců a do jezera se vlévá až asi o dva kilometry dále na severovýchod. Horský výběžek nad řekou byl výchozím bodem rozvoje osídlení Neuchâtelu. Kromě města Neuchâtel patří k obci Neuchâtel také dříve samostatné okresy Serrières a Chaumont. Nezastavěné území tvoří především lesy a louky. Od roku 1512 patří k městu Neuchâtel také lesní oblast Domaine des Joux severozápadně od Les Ponts-de-Martel.
Staré město Neuchâtel se skládá ze dvou částí: jednak ze čtvrti na kopci nad Seyonskou soutěskou a jednak ze starého dolního města na náplavovém kuželu navršeném Seyonem až k jezeru. Na kopci a na jeho jižním úbočí se nachází kolegiátní kostel, zámek Neuchâtel, vězeňská věž a věž Tour de Diesse, jakož i staré obytné čtvrti. Dolní město tvoří obytné a obchodní čtvrti. Většina ulic v centru města je uzavřena pro soukromou motorovou dopravu. Na východě k centru města přiléhá univerzitní čtvrť a na břehu jezera se nachází městský přístav. Na severozápadě je staré město ohraničeno železniční tratí.
Na řece Chaumont se rozkládají rozsáhlé alpské pastviny, na kterých byly v nedávné době postaveny četné rekreační domy.
Sousedními obcemi jsou Milvignes na západě, Val-de-Ruz na severu, Enges, Saint-Blaise, Cressier a Hauterive na východě.

### Správní členění
Město Neuchâtel se člení do 12 městských částí.

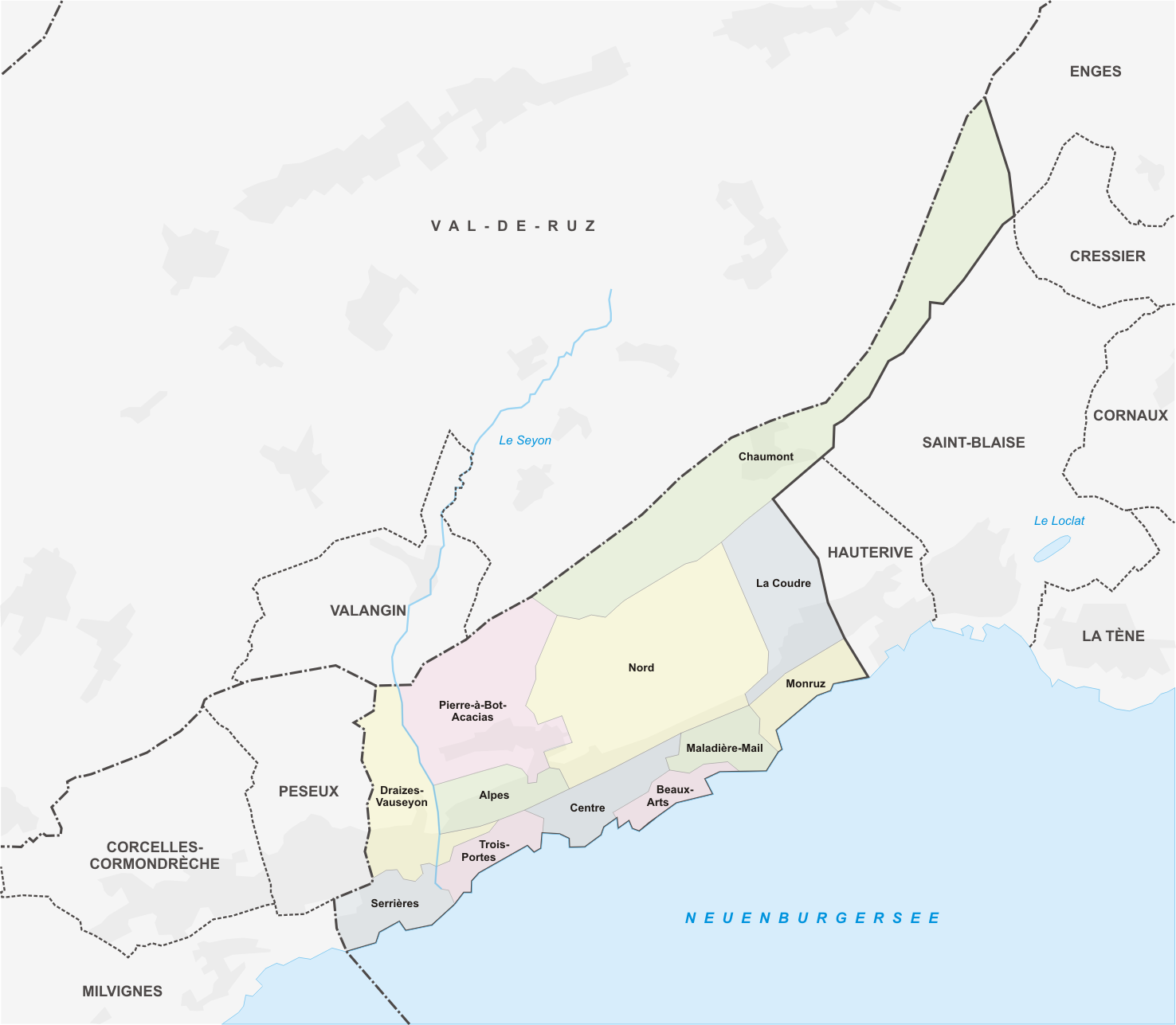
Mapa čtvrtí Neuchâtelu

| Čtvrť                  | Poř.č. |
| ---------------------- | ------ |
| Draizes – Vauseyon     | 1      |
| Serrières              | 2      |
| Alpes                  | 3      |
| Trois-Portes           | 4      |
| Nord                   | 5      |
| Centre                 | 6      |
| Beaux-Arts             | 7      |
| Maladière – Mail       | 8      |
| La Coudre              | 9      |
| Monruz                 | 10     |
| Pierre-à-Bot – Acacias | 11     |
| Chaumont               | 12     |

## Historie

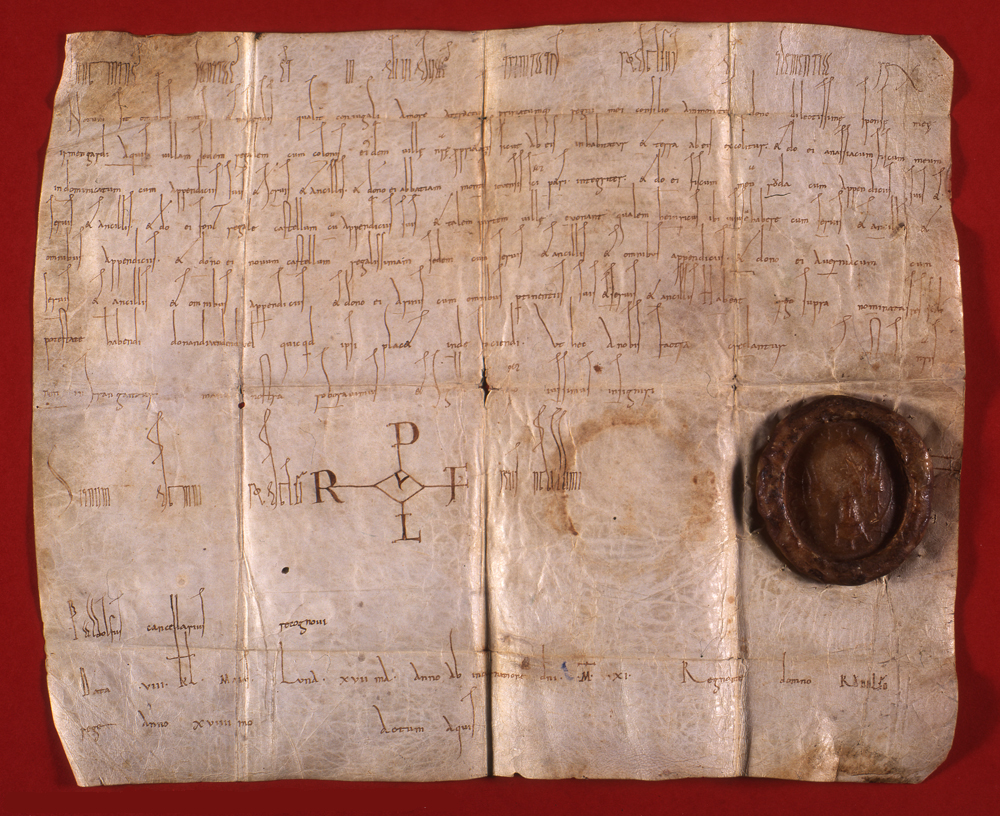
Zakládací listina města z roku 1011

První písemná zmínka o Neuchâtelu pochází z roku 1011, kdy burgundský král Rudolf III. založil Novum Castellum (nový hrad) jako dar své manželce Irmengardě (Irmingard). Tento „nový hrad“ se pravděpodobně nacházel v místech, kde dnes stojí věznice, a nebyl o mnoho větší než malá posádka.
Město se rozrůstalo pozvolna. V roce 1180 položil Ulrich II. z Neuchâtelu se svou manželkou základní kámen nového hradu a kolegiálního kostela (Eglise collégiale). Ulrichovi potomci udělili Neuchâtelu v roce 1214 statut svobodného města. V roce 1250 byly na levém břehu říčky Seyon postaveny první domy. Vznikla čtvrť Neubourg, která existuje dosud, a městské hradby. Následující tři století byla pro město dobou rozkvětu a prosperity. V roce 1349 zahubil mor třetinu obyvatel města. V roce 1406 uzavřelo město a hrabě z Neuchâtelu smlouvu s Bernem, který se stal mentorem a arbitrem obou stran.

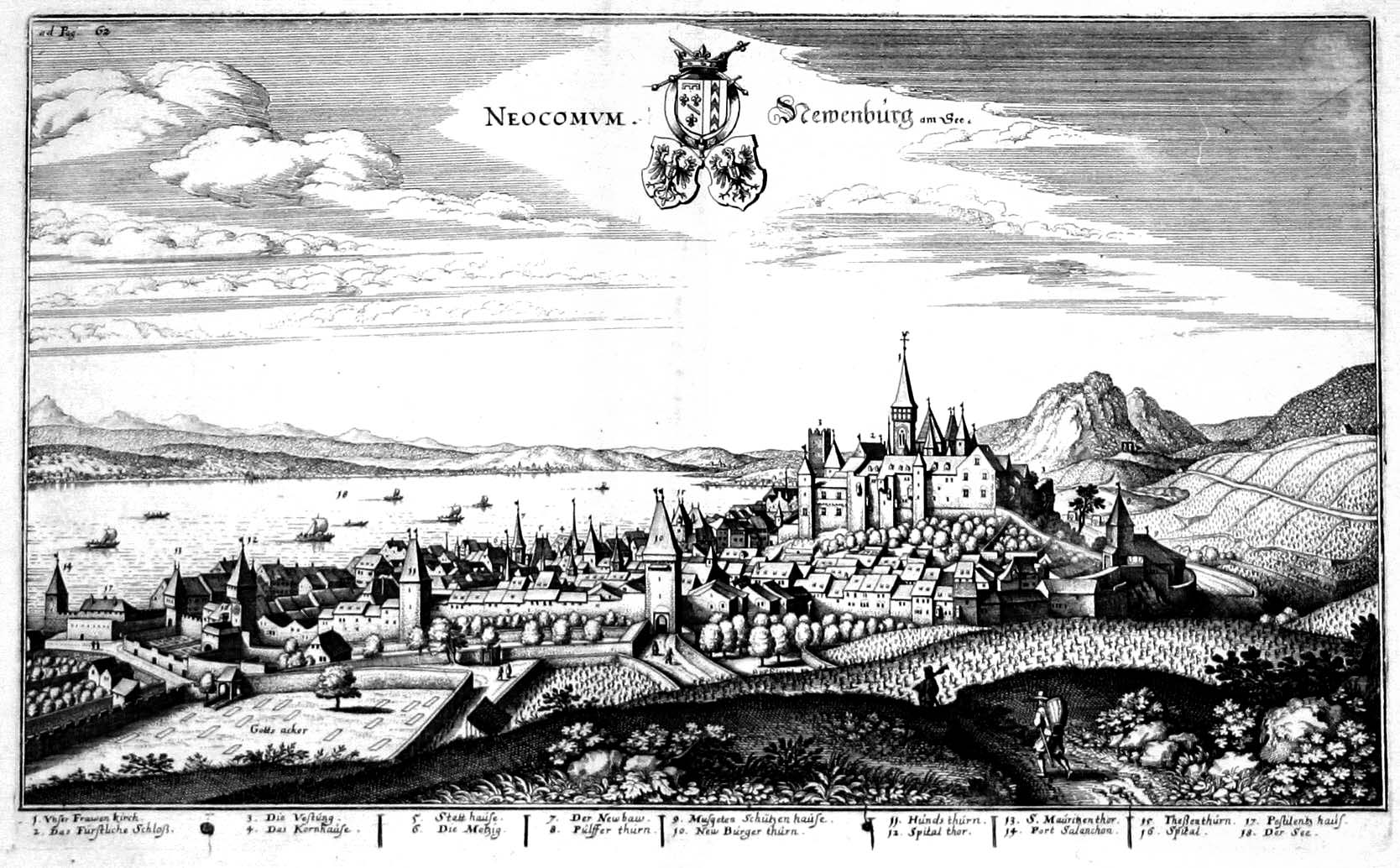
Neuchâtel (1642)

V roce 1530 přinesl do Neuchâtelu reformaci Guillaume Farel (1489–1565), francouzský náboženský uprchlík vyslaný Bernem s doporučujícím dopisem. Zpočátku mohl kázat pouze v malé kapli Chapelle de l'Hôpital. Brzy však přilákal tolik posluchačů, že mu bylo dovoleno kázat i v městském kostele. Výsledkem bylo, že tamní oltáře, sochy, obrazy a kříže byly zničeny, protože byly považovány za modly. Toto obrazoborectví přežila pouze hrobka hrabat z Neuchâtelu. Krátce poté se městská rada připojila k reformaci, ale šlechtická vrchnost zůstala katolická až do roku 1707. Ve městě a jeho okolí následně našlo útočiště mnoho francouzských protestantských uprchlíků, kteří se podíleli na jeho dalším rozvoji. Prvním protestantským pastorem byl jmenován francouzský spisovatel Antoine Marcourt. Farel odcestoval do Ženevy, kde spolupracoval s Janem Kalvínem na reformaci. Pierre-Robert Olivétan se stal vychovatelem v Neuchâtelu, v roce 1532 se setkal s Farelem v Chanforanu v Piemontu, kde s valdenskými diskutoval o překladu bible do francouzštiny. Olivétan přeložil bibli do francouzštiny a v roce 1535 ji nechal vytisknout u Pierra de Vingle v Neuchâtelu jako první úplnou francouzskou bibli. O něco později byla znovu vydána v Ženevě a dalších městech a dosud je považována za nejvýznamnější francouzský překlad bible. Když museli Kalvín a Farel v roce 1538 opustit Ženevu, byl Marcourt povolán do Ženevy a Farel se vrátil do Neuchâtelu jako pastor. Zavedl církevní řád podle ženevského vzoru. Na četných cestách do Itálie, Francie a Německa vedl kampaň za francouzsky mluvící protestantské věřící. Jeho dílo dnes připomíná Farelova socha na esplanádě před městským kostelem.

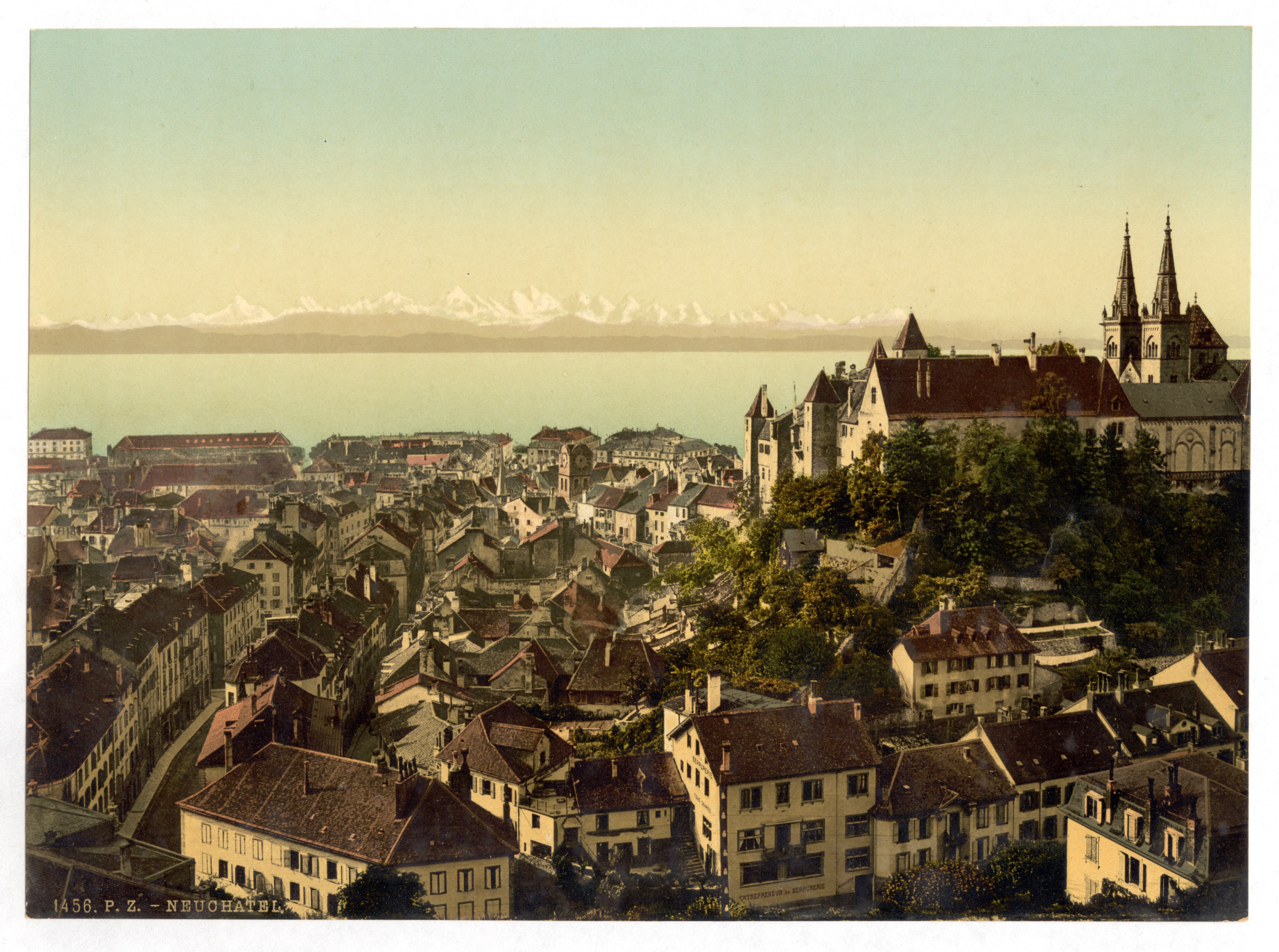
Vyobrazení z konce 19. století

V roce 1579 se řeka Seyon vylila z břehů a zničila všechny městské mosty i radnici a městský archiv pod ní. Mezi 13. a 18. stoletím se město rozrostlo až k břehům Neuchâtelského jezera a ústí řeky Seyon. Někteří bohatí patricijové si začali stavět domy mimo staré městské hradby, přičemž část peněz pocházela také z kvetoucího obchodu s otroky. Vznikly Faubourg de l'Hôpital, Faubourg du Lac, Quartier du Lac a Quartier Universitaire, který byl nazván až později. V roce 1838 byla otevřena Académie de Neuchâtel, která se v roce 1910 stala univerzitou.
Roku 1707, po smrti kněžny Marie z Nemours, připadlo knížectví Neuchâtel pruskému králi a braniborskému kurfiřtovi Fridrichovi I. a tím bylo v personální unii s Pruskem. Napoleon Bonaparte sesadil pruského krále Fridricha Viléma III. a na pozici neuchâtelského knížete dosadil svého náčelníka štábu Louise Alexandra Berthiera.
V roce 1814 bylo knížectví obnoveno Fridrichem Vilémem III. Ten o rok později povolil obyvatelům knížectví připojení do Švýcarské konfederace. Tak se Neuchâtel stal jediným členským státem Švýcarska mezi ostatními, který byl monarchií. Během místní mírové revoluce v roce 1848 se Neuchâtel přeměnil na republiku, král a kníže Fridrich Vilém IV. respektoval volbu obyvatel a nevyslal proti nim vojsko. V roce 1857 se nároků na Neuchâtel vzdal.

Neuchâtel, letecký pohled z roku 1949

V letech 1839–1843 byl upraven tok řeky Seyon, která opakovaně zaplavovala město. Byla odkloněna do potrubí a na místě starého koryta řeky byla vybudována obchodní ulice (Rue du Seyon). V 19. století bylo také několikrát přestavěno nábřeží u jezera. Po vybudování železniční trati a nádraží (1859) na úbočí Chaumont se město dále rozrůstalo směrem na sever. Na břehu jezera byla v roce 1892 otevřena tramvajová trať do Boudry.
V roce 2015 byl Neuchâtelu Společenstvím protestantských církví v Evropě udělen čestný titul „Město reformace Evropy“. Neuchâtel je také jedním z jedenácti švýcarských měst, která v roce 2017 obdržela od Federace protestantských církví označení „Město reformace“.

### Slučování obcí
V roce 1930 byla původně samostatná obec La Coudre připojena k městu Neuchâtel. K 1. lednu 2021 byly k Neuchâtelu připojeny obce Corcelles-Cormondrèche, Peseux a Valangin, čímž se počet obyvatel města zvýšil z 34 000 na přibližně 44 500.

## Obyvatelstvo
Vzhledem k tomu, že se město stalo koncem 19. století jedním z center švýcarského hodinářského průmyslu, počet obyvatel prudce rostl. První krize v hodinářském průmyslu, vzniklá ve 20. letech 20. století v souvislosti s velkou hospodářskou krizí, však vedla k poklesu počtu obyvatel. K opětovnému obnovení růstu došlo po roce 1930. Stejně, jako mnoho jiných měst, závislých na hodinářském průmyslu město opět velmi utrpělo od roku 1970 díky tzv. quartzové krizi v hodinářském průmyslu (výraznému vytlačení mechanických hodinek tehdy novými elektronickými hodinkami s technologií quartz). Díky diverzifikaci, která postupně proběhla, se město od 80. let 20. století postupně ekonomicky zotavilo.
| Rok            | 1850 | 1870   | 1888   | 1900   | 1910   | 1930   | 1950   | 1970   | 1990   | 2000   |
| Počet obyvatel | 7901 | 12 934 | 16 565 | 21 195 | 24 171 | 22 668 | 27 996 | 38 784 | 33 579 | 32 914 |

### Jazyky
Úředním jazykem Neuchâtelu je francouzština. 
Většina obyvatel dle sčítání z roku 2000 hovořila francouzsky (25 881, tj. 78,6 %), druhým nejčastějším jazykem je němčina (1845, tj. 5,6 %) a třetím italština (1421, tj. 4,3 %).

## Hospodářství
Neuchâtel je jedním z center švýcarského hodinářského průmyslu, sídlem mikrotechnologií a špičkových technologií a domovem výzkumných center a organizací, jako je Švýcarské centrum pro elektroniku a mikrotechnologie (CSEM) nebo společnosti Philip Morris International. Své sídlo ve městě také založila oděvní společnost heidi.com.

## Politika
Městské zastupitelstvo (francouzsky Conseil général) je voleno voliči každé čtyři roky na základě poměrného zastoupení. Do roku 2016 platila blokační klauzule ve výši 10 %, kterou však bylo možné obejít kombinací kandidátních listin. Strany FDP, CVP a GLP nebo SP, Zelení, PdA a solidaritéS tak tvořily široké kombinace kandidátek.
Výkonnou moc tvoří pětičlenná obecní rada (Conseil communal). Souběžně se zákonodárným sborem je také volena voliči každé čtyři roky na základě poměrného zastoupení. Předsednictví města se mezi členy obecní rady každoročně střídá.
V Neuchâtelu sídlí nejen úřady města a kantonu Neuchâtel, ale také švýcarský Spolkový statistický úřad. V rámci decentralizace federální správy byl v roce 1998 přesunut z Bernu do Neuchâtelu.

## Doprava

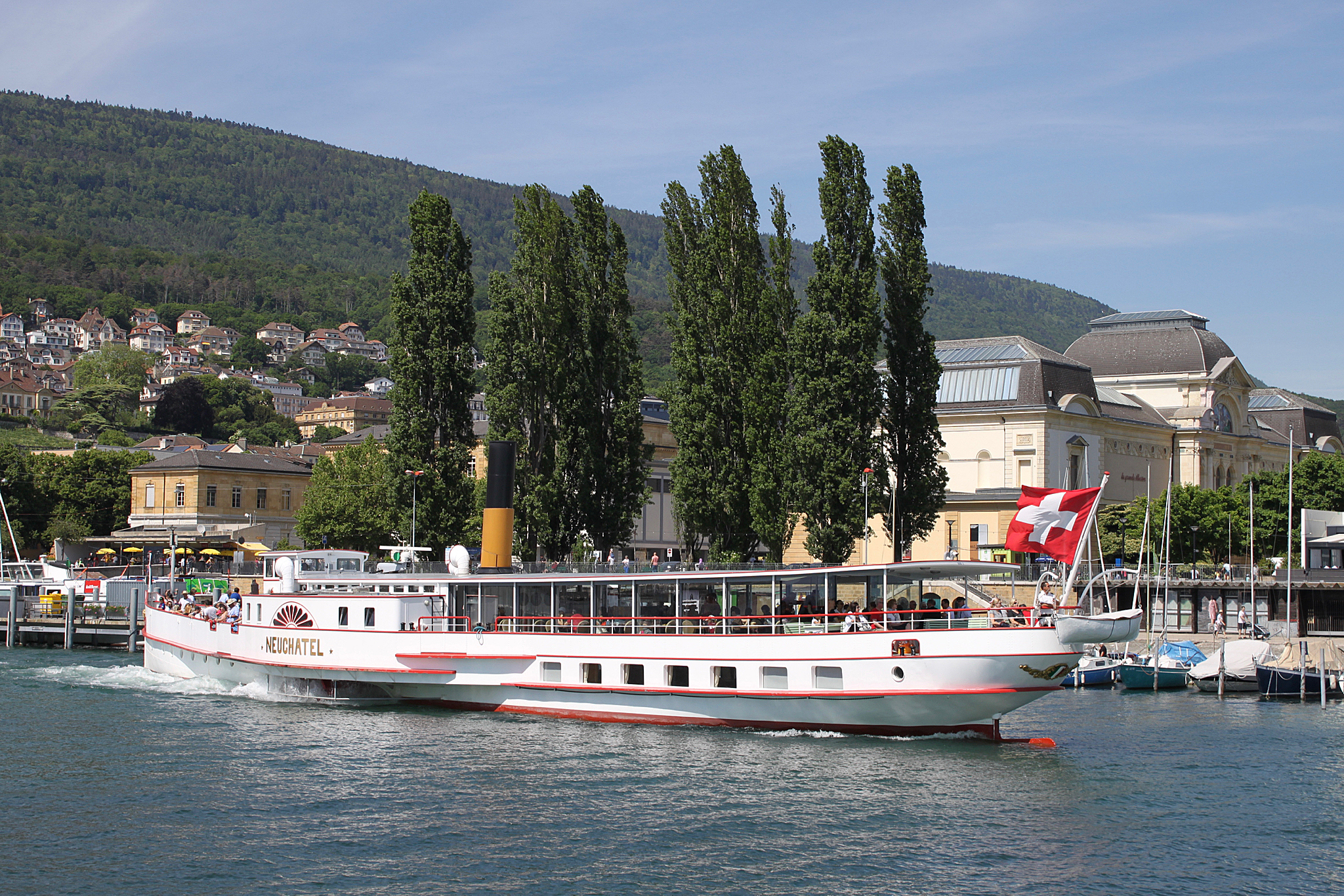
Výletní loď na Neuchâtelském jezeře

Neuchâtel je napojen na síť železničních tratí Švýcarských spolkových drah (SBB) a BLS AG čtyřmi stanicemi a zastávkami. Ze stanice Neuchâtel jezdí tři páry vlaků k vlakům TGV ve Frasne, které jezdí mezi Paříží a Lausanne. Dále je Neuchâtel obsluhován vlaky na trase St. Gallen – Lausanne – letiště Ženeva a vlaky na trati do podhůří Jury, dále vlaky S-Bahn, Regio Express a regionálními vlaky. Hlavní tratí, procházející Neuchâtelem, je trať Lausanne – Neuchâtel – Biel.
Rozsáhlou síť železničních a autobusových linek ve městě a kantonu provozuje společnost Transports Publics Neuchâtelois, zkráceně transN, zejména neuchâtelskou tramvajovou trať, kterou dnes tvoří pouze jedna meziměstská linka do Boudry, a neuchâtelské trolejbusy (tři linky), jakož i různé autobusové linky. TransN provozuje také tři lanovky: z Neuchâtel-Ecluse do Planu, z Neuchâtel-La Coudre do Chaumontu a od roku 2001 Fun'ambule mezi Neuchâtel-Gare a dolním městem, a tedy univerzitní čtvrtí.
Několik dalších meziměstských autobusových linek provozuje společnost Postauto.
Neuchâtel je napojen na švýcarskou dálniční síť dálnicí A5, která prochází pod městem v tunelech.
Neuchâtel je spojen s dalšími sousedními obcemi na obou jezerech prostřednictvím plavební společnosti Neuchâtelského a Murtenského jezera (zkratka LNM) a s Bielem prostřednictvím Zihlského kanálu.

## Pamětihodnosti

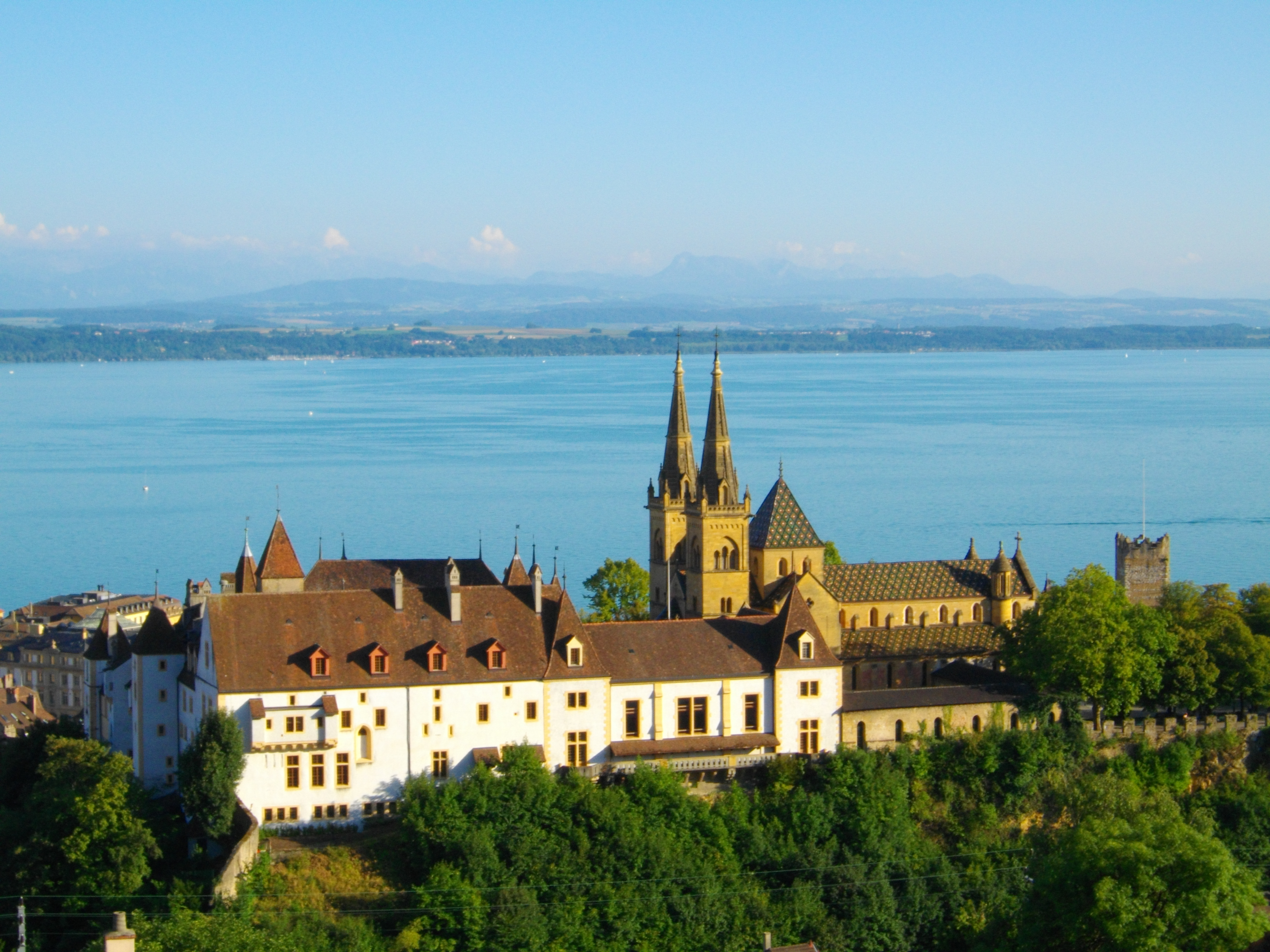
Zámek Neuchâtel

Dominantami města, které jsou viditelné již z dálky, jsou zámek a kolegiátní kostel (La Collégiale), v němž se nachází kenotaf (hrobka hrabat z Neuchâtelu). V zámku nyní sídlí část kantonální správy. K pamětihodnostem Neuchâtelu patří také vězeňský dům Tour des Prisons, Maison des Halles a Hôtel DuPeyrou.
Nedaleko Neuchâtelu se nachází rozhledna Chaumont (asi 5 km severovýchodně od centra) a nad městem v lese se nachází bludný balvan Pierrabot, jeden z největších balvanů ve Švýcarsku.

## Sport
Město se proslavilo ve sportu díky fotbalovému klubu Neuchâtel Xamax, který se v letech 1916, 1987 a 1988 stal mistrem Švýcarska. V sezoně 2018/19 hrál první tým poprvé od svého bankrotu v lednu 2012 Superligu, nejvyšší švýcarskou ligu. Dějištěm utkání je stadion Stade de la Maladière.
Ženský volejbalový klub Viteos NUC patří k hlavním týmům Národní ligy A a několikrát se stal mistrem a vítězem poháru. Od roku 2010 se tým účastní také evropských pohárů.
Hokejový klub HC Université Neuchâtel hraje pouze amatérskou ligu. V prosinci 2019 se v Neuchâtelu konalo mistrovství světa ve florbale žen.

## Osobnosti

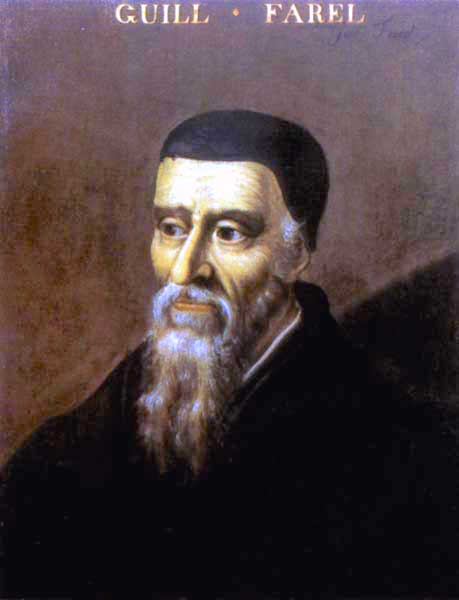
Guillaume Farel

- Guillaume Farel (1489–1565), kazatel a protestantský reformátor
- Abraham Louis Breguet (1747–1823), francouzský hodinář a vynálezce švýcarského původu, zakladatel firmy Breguet
- Philippe Suchard (1797–1884), výrobce čokolády
- Jean Piaget (1896–1980), filozof, přírodní vědec a vývojový psycholog
- Maurice Bavaud (1916–1941), neúspěšný atentátník na Hitlera
- Friedrich Dürrenmatt (1921–1990), spisovatel a malíř
- Robert Miles (1969–2017), italský skladatel a hudebník trance, ambient, techno a dalších druhů elektronické hudby
- Florent Serra (* 1981), francouzský tenista
- Gilles Simon (* 1984), francouzský tenista
- Richard Gasquet (* 1986), francouzský tenista

## Partnerská města
- Aarau, Švýcarsko
- Besançon, Francie
- Sansepolcro, Itálie